# Socket FM2
Socket FM2是AMD桌面平台的CPU插座，適用於代號Trinity及Richland的第二代加速處理器，具體型號是A10/A8/A6/A4/Athlon處理器，在2013年被Socket FM2+取代。
新發布的A85X的FCH晶片組將採用這種CPU插座。 對於A75、A55晶片組，AMD表示可以與Trinity APU相容，但是需要使用Socket FM2插座，因為Socket FM2與Socket FM1相比，針腳的排列和針腳數均有所改變。支援Trinity APU的主機板（無論A55、A75還是A85晶片組）均須採用Socket FM2插座。此舉與Socket AM3+插座回溯相容Socket AM3的CPU做法完全不同。

## 晶片組
A55
支援6個SATA 3Gbps，並不支援USB 3.0
A75
支援6個SATA 6Gbps，支援4個USB 3.0
A85X
支援8個SATA 6Gbps，支援4個USB 3.0，並允許PCI-E 2.0總線分拆成兩個x8

## 与Socket FM2+的关系
Socket FM2+是Socket FM2的後續者，能夠向前相容Socket FM2的處理器。

## 外部連結
- btarunr. . TechPowerUp. 2011-07-25  [2012-05-22]. （原始内容存档于2012-06-19）.
- .   [2012-05-22]. （原始内容存档于2012-03-28）.